# Sergueï Krouglov
Sergueï Nikiforovitch Krouglov (russe : Серге́й Ники́форович Кругло́в), né le 2 octobre 1907 et mort le 6 juin 1977, est un homme politique soviétique, qui fut notamment ministre des affaires intérieures sous Staline (1945-1953) et Khrouchtchev (1953-1956) et membre du Comité central du PCUS.

## Biographie

### 1907-1937: jeunesse et formation
Né le 2 octobre 1907 dans le gouvernement de Tver en Russie occidentale, les membres de sa famille étaient des paysans pauvres. Krouglov étudie à l'Institut Karl Liebknecht à Moscou et à l'Institut des professeurs rouges.
Il commence à travailler dans les forces de sécurité au début des années 1930.
Cette partie de sa vie est peu connue.

### 1937-1945: adjoint de Beria
En décembre 1938, Krouglov est chargé de procéder aux Grandes Purges staliniennes au sein même du NKVD ; il contribue à faire arrêter et exécuter nombre de ses membres. Peu après, le 28 février 1939, il est nommé commissaire-adjoint chargé du personnel du ministère des affaires internes d'URSS, et chef de la direction des ressources humaines du NKVD. À cette date, il n'a que le grade, assez modeste pour un homme ayant ces attributions, de commandant.
La même année il est désigné membre du Comité central du PCUS.
En 1942, il est nommé directeur-adjoint du NKVD auprès de Lavrenti Beria et reste à ce poste jusqu'en décembre 1945.
En 1943-1944, il est l'un des principaux superviseurs de la déportation massive de certains peuples baltes (Lettons, Estoniens, Lituaniens) et caucasiens (Tchétchènes, Ingouches, Ossètes) en Asie centrale.
Il est notamment chargé de la sécurité lors de la Conférence de Yalta et de la Conférence de Potsdam.
Fin décembre 1945, Krouglov remplace Lavrenti Beria en tant que ministre chargé des affaires intérieures de l'URSS (MVD).

### 1946-1956: ministre de l'intérieur de l'URSS
En 1948, il organise la déportation de masse des Allemands vivant dans l'oblast de Kaliningrad, issu de l'ancienne Prusse.
À la mort de Staline en mars 1953, les services de sécurité et de renseignement sont réorganisés. Le MGB et le MVD fusionnent ; Beria devient le chef de l'entité fusionnée, tandis que Krouglov devient son premier-adjoint. En juin de la même année, Krouglov et Ivan Serov, sous l'autorité de Malenkov et de Khrouchtchev, jouent un rôle clef dans l'arrestation de Lavrenti Beria et de certains de ses amis (Vsevolod Merkoulov, Bogdan Koboulov, Amaïak Koboulov, Pavel Soudoplatov, etc). 
À la suite de l'incarcération de Beria, Krouglov retrouve son poste de ministre des affaires intérieures, dont il faut remarquer qu'il n'a jamais eu la tutelle du NKVD, devenu le KGB en 1954.

### Chute politique et fin de vie
Khrouchtchev, dans le cadre de sa politique de déstalinisation, souhaite écarter les personnalités les plus emblématiques de la période stalinienne.
Il évince alors Krouglov de son poste en 1956 et le remplace par l'un de ses proches, Nikolaï Dudorov. Krouglov est nommé vice-ministre chargé de la production électrique, un « placard » par rapport à ses précédentes attributions.
Il est mis d'office à la retraite en 1958, à l'âge de 51 ans. En 1959, il est évincé de son appartement réservé à l'élite soviétique. En 1959, il est exclu du Comité central pour cause de complicité dans les actes de répression politique staliniens.
Il décède en 1977 dans des circonstances inconnues.